# The Black Tusk
The Black Tusk är ett berg i Kanada.   Det ligger i provinsen British Columbia, i den sydvästra delen av landet, 3 500 km väster om huvudstaden Ottawa. Toppen på The Black Tusk är 2 088 meter över havet, eller 9 meter över den omgivande terrängen. Bredden vid basen är 0,15 km. The Black Tusk ligger vid sjön Garibaldi Lake.
Terrängen runt The Black Tusk är bergig norrut, men söderut är den kuperad.Trakten runt The Black Tusk är nära nog obefolkad, med mindre än två invånare per kvadratkilometer.. Närmaste större samhälle är Whistler, 17,2 km norr om The Black Tusk. 
I omgivningarna runt The Black Tusk växer i huvudsak barrskog.